# 欧根·杜林
欧根·卡尔·杜林（德語：Eugen Karl Dühring；1833年1月12日—1921年9月21日）是德国的一个盲人哲学家、经济学家，社会主义者、实证主义者。

## 生平
1833年1月12日，杜林生于普鲁士的柏林。青年时期，他完成了法学的学业后，在1859年前一直从事律政行业。此间，他本人一直受眼科问题的困扰，最终发展成完全的失明。而这偶然的挫折却使他得以在养病期间涉足后世与他的名字息息相关的领域，成为了他一生的研究方向。1864年，他成为柏林大学的讲座讲师，然而由于一次与他上级的教授团体发生的争吵，他在1874年被剥夺了执教资格。
他曾担任柏林大学的讲师，尖锐地批评德国大学的各种制度，因此被剥夺了在大学讲课的权利。他自己又发明了一系列的社会主义理论，并在德国社会民主党内产生很大的影响，他曾猛烈攻击马克思的《资本论》，将德国以前的哲学家们说得一无是处，攻击马克思是：“思想和文体不成样子，语言的下流习气……英国化的虚荣心……中国式的博学……哲学的和科学的落后。”评价空想社会主义者是“疯狂”“应当被列入某种白痴的范畴”“幼稚”等。1875年威廉·李卜克内西建议恩格斯在德国社会民主党的机关报上著文反驳。杜林体系在德国新成立的社会主义工人党中影响的加强，使恩格斯暂时中断对《自然辩证法》的写作，于1876年开始，陆续在《前进报》发表文章，逐点批驳杜林的观点，同时阐述马克思主义的观点，直到1878年才全部写完，以后又出版了单行本《欧根·杜林先生在科学中实行的变革》。

### 反犹观点
他曾多次著述有关反犹主义的观点，除了恩格斯的《反杜林论》外，弗里德里希·尼采也在《道德譜系學》中强烈批评了他的“无名怨愤”。他的观点影响了休斯顿·斯图尔特·张伯伦等的反犹论述。希特勒曾称呼杜林为“精神先驱者”。二战后他和论述支持他的一些文献都别列入了德国苏占区的待分离文献清单。